# الممر (فلم)
الممر هو فيلم دراما حربي مصري من إنتاج سنة 2019. الفيلم من إخراج وتأليف شريف عرفة، وإنتاج هشام عبد الخالق، ومن بطولة أحمد عز، وإياد نصار، وأحمد فلوكس، وأحمد رزق، ومحمد فراج، وأحمد صلاح حسني. حقق الفيلم ثاني أعلى الإيرادات في موسم عرضه عيد الفطر 2019، ويعد الفيلم هو الأعلى إنتاجًا في السينما المصرية حيث تخطت ميزانية الفيلم 100 مليون جنيه مصري.

## القصة
في استعراض غير محسوب للقوة، تعبئ القوات المسلحة، قواتها في عمق سيناء، بدعوى تخفيف الضغط على سوريا، دون الاستعداد الجاد للقوات، خصوصاً وأن نصف الجيش يحارب باليمن بعيدًا عن الوطن، ويستغل العدو الموقف بالإغارة على المطارات المصرية، ليدمر سلاح الطيران، ويصدر قرار غير مدروس بالانسحاب لغرب القناة، مما عرض القوات للقتل والإصابة والأسر، وكانت النتيجة فقد الجيش لمعظم عتاده الحربي، وحدوث شرخ كبير للقوات، وفقدها للثقة بنفسها وبقياداتها، وكان الشرخ الأكبر بين جموع الشعب المصري، الذي فقد الثقة بجيشه، ووجه لأفراده الكثير من التهكمات.
كان ضابط الصاعقة نور (أحمد عز) من أكثر الفاقدين للثقة، وساءت حالته النفسية وجلس بمنزله، ولكن زوجته ليلى (هند صبرى) وقفت بجانبه حتى استعاد ثقته بنفسه، وعاد لوحدته، والعريف السوهاجي هلال (محمد فراج) أقسم ألا يعود لبلدته حتى يثأر ويستعيد الأرض، والعريف النوبي عامر إدريس (أمير صلاح) بلغ فرار، ومكث بين أهله المهجرين، ينعي حظه بعد التهجير من أرض النوبة، وفقدان أرض سيناء، والمهندس مجند أحمد (محمد الشرنوبى) فسخ خطبته مع حبيبته أمينه (ألحان المهدى) حتى لا يكلفها عناء انتظاره، وهو لا يدرى متى يسرح من الجيش، و‌النقيب محمود (أحمد فلوكس) الذي كان في عداد المفقودين، كان أسيرًا مع مجموعة من زملاءه في عمق سيناء، في معسكر حصين بقيادة الضابط دافيد أليعازر (إياد نصار) السادي الذي يعذبهم، والذي قتل الكثير من الجنود أثناء الانسحاب، والذي يؤمن بما يقوله حاخامهم الأكبر، بأن أرض إسرائيل هي التي يقف عليها آخر جندى إسرائيلى.
كانت والدة محمود (إنعام سالوسه)، يحدثها قلبها بأن ابنها على قيد الحياة، وأنه أسيرًا داخل الأراضي المحتلة، وأعدت خطابًا له، سلمته لابن اختها الضابط البحرى رمزي (أحمد صلاح) ليسلمه بدوره للصليب الأحمر. وتقرر القيادة مناوشة العدو في عمق سيناء، حتى لا يشعر بالراحة، ريثما يستعد الجيش لاستعادة الأرض، ويتم تكليف المقدم نور، بتكوين مجموعة تقوم بتدمير معسكر العدو الحصين، بعمق سيناء، الذي يحتوي على احتياطي الذخيرة والسلاح، وقائده الضابط دافيد أليعازر، ويضم للمجموعة بعض أفراد الصاعقة البحرية بقيادة النقيب رمزى، و‌العريف إسماعيل الدمنهورى (محمود حافظ)، ويتمكن المقدم نور من استعادة الجنود الفارين المحبطين، وإعادة الروح لهم بالتدريب الجاد. وقررت القيادة أن يصحب المجموعة مراسل صحفي، ليسجل على أرض الواقع حال الجندى المصرى، ويقع الاختيار على الصحفي الفاشل إحسان (أحمد رزق) بعد أن إعتذر الآخرين عن مصاحبة جنود مهزومون.
كان إحسان يقوم بالدور الإعلامي للراقصتين «عزيزة الرعاشة» و«روحية معدمكش»، مستغلاً زيادة الانجذاب للهلس عقب الهزيمة، ولكنه شعر بأن الفرصة واتته ليخرج من فشله بمصاحبته لمجموعة المقاتلين. وتم إبرار جوى للمجموعة بعمق سيناء، حيث يلتقيهم الدليل البدوي أبو رجيبة (محمد جمعة) ويقودهم بدروب سيناء، وحينما يتركهم لجلب المؤن، تقبض عليه دورية إسرائيلية، تجبره على اصطحابهم حيث تتمركز المجموعة، التي أعدت كميناً قضت به على الدورية، ووضعها في حقل ألغام، حتى يبدو القضاء عليهم حادثًا، وأثناء بحث العدو عن دوريته بين البدو، يقبض على أبو رجيبة للاشتباه، ووضعه مع الأسرى المصريين بعد تعذيبه، وتحل محله شقيقته فرحة (أسماء أبو اليزيد) في إمداد المجموعة بالمؤن وقيادتها في دروب سيناء، حتى تصل بالمجموعة لمكان معسكر العدو، ولكن فرحة تقع في الحب مع العريف هلال، وتخبره بوجود أسرى مصريين بداخل المعسكر، وهو السبب الذي كادت من أجله، القيادة المصرية تلغي العملية، ولكن إصرار المجموعة على خوض المهمة للنهاية، جعل القيادة ترضخ لهم.
بينما واصل قائد معسكر العدو استجواب الأسرى وتعذيبهم وقتل بعضهم أمام قائدهم محمود. وتمت مهاجمة المعسكر من البر والبحر، وتحرير الأسرى وتدمير المعسكر، وأسر قائده دافيد أليعازر، واللجوء لمحطة السكك الحديدية المهجورة، حيث رصدهم الطيران الإسرائيلي، وإستعدت المجموعة لإستقبال القوات المعادية، بوضع الضابط الإسرائيلي في مرمى النيران، وأعدت كميناً، قضت به على القوات المهاجمة، في معركة ضارية، أستشهد فيها بعض أفراد المجموعة وبعض الأسرى المحررين، وعلى رأسهم الضابط محمود، الذي قتله الضابط دافيد أليعازر، بعد أن تمكن من التحرر من وثاقه، ولكن تمكن المقدم نور من السيطرة عليه، وإعادة وثاقه، حتى يعود به حياً، وبعد الإنتصار قامت المجموعة بدفن شهدائها، وجاء إليهم أبو رجيبه ومعه أفراد قبيلته، ومعهم بعض السلاح والذخيرة، وأخبرهم بأن العدو أعد لهم كمينا من مدرعاته، لمنعهم من الوصول لشط القناة، وطلب العريف هلال الزواج بفرحه من أخيها أبو رجيبه، وقرأ معه الفاتحة، وقامت المجموعة بإصلاح بعض دبابات العدو، وقيادتها لخداع القوات الإسرائيلية، وتمكنت من فتح ممر بين قواته لتصل لخط القناة، بمساعدة المدفعية المصرية، التي أطلقت نيرانها على قوات العدو، وعبرت المجموعة القناة، بينما عاد أبو رجيبه لعمق سيناء، وتم حبس الضابط الإسرائيلي وعاد عامر لأهله بالنوبة، وعاد هلال مع زوجته فرحة إلى سوهاج، وعاد المهندس أحمد لخطيبته أمينه، وإستعاد إحسان ثقته بنفسه بعد أن أصبح بطلاً، وأخبر رمزى خالته بإستشهاد إبنها محمود وإستعد الجميع ليوم الحسم.

## الإنتاج

### التطوير
بدأ تصوير الفيلم في 15 سبتمبر 2018، في خمس مدن هي السويس، جنوب سيناء، أسوان، الإسماعيلية والقاهرة. ذهب كل طاقم التمثيل إلى مدرسة الصاعقة للقيام بالتدريبات المكثفة لحمل السلاح وإطلاق النار.

### الميزانية
يُعد الفيلم أحد أضخم الإنتاجات السينمائية في تاريخ مصر بميزانية تجاوزت الـ 100 مليون جنيه مصري، وقامت شركة الإنتاج ببناء ديكورات الفيلم بالكامل، حيث وفرت إدارة الشؤون المعنوية للقوات المسلحة مواقع التصوير وبعدها تم الاستعانة بمتخصصين لبناء الديكورات بالكامل لمطابقتها بالواقع خلال تلك الفترة، وتم الاستعانة بفريق عمل أميركي لتصميم مشاهد الأكشن والمعارك الحربية.

## طاقم التمثيل
| الممثل           | الدور                         |
| ---------------- | ----------------------------- |
| أحمد عز          | المقدم نور                    |
| إياد نصار        | دافيد أليعازر                 |
| أحمد فلوكس       | النقيب محمود                  |
| أحمد رزق         | إحسان الصحفي                  |
| محمد فراج        | العريف هلال                   |
| أحمد صلاح حسني   | النقيب بحرى رمزي عابد         |
| محمود حافظ       | العريف بحرى إسماعيل الدمنهوري |
| محمد الشرنوبي    | المجند المهندس أحمد           |
| أسماء أبو اليزيد | فرحة - شقيقة أبو رجيبة        |
| محمد جمعة        | بو رقيبة                      |
| أمير صلاح الدين  | العريف عامر أدريس             |
| محمد رجائي       | سليم                          |
| ألحان المهدي     | أمينه                         |
| عمر زهران        | القائد                        |
| إنعام سالوسة     | أم محمود                      |
| نديم هشام        | ضابط إسرائيلي                 |
| هند صبري         | ليلى زوجة نور                 |
| شريف منير        | ضابط الشرطة                   |
| حجاج عبد العظيم  | موظف السنترال                 |
| سليمان عيد       | صاحب المكتبة                  |
| محمد البياع      | مساعد قائد المعسكر الإسرائيلي |

## وصلات خارجية
- الممر على موقع قاعدة بيانات الأفلام العربية
- الممر على موقع IMDb (بالإنجليزية)